# Stijn Schaars
Stephanus Johannes Schaars (wym. [ˈstɛin ˈsxaːrs]; ur. 11 stycznia 1984 w Gendt) – holenderski piłkarz występujący na pozycji pomocnika w holenderskim klubie Heerenveen. Były reprezentant Holandii.

## Kariera
Schaars zaczynał karierę w małym klubie z rodzinnej miejscowości, De Bataven. Jednak jego pierwszym profesjonalnym klubem w karierze był Vitesse i właśnie w barwach Vitesse zadebiutował w Eredivisie, miało to miejsce 9 marca 2003 roku w przegranym 1:4 wyjazdowym meczu z FC Utrecht. W całym sezonie zaliczył łącznie 2 mecze ligowe, a także debiut w Pucharze Holandii. W Vitesse, z którym nie osiągnął znaczących sukcesów, grał przez kolejne 2 sezony nie zawsze grając w podstawowej jedenastce. Latem 2005 Schaars za 1,7 miliona euro został sprzedany do silniejszego AZ Alkmaar. AZ w sezonie 2005/2006 stał się rewelacją rozgrywek zdobywając wicemistrzostwo Holandii, a Schaars został uznany za jednego z najlepszych graczy ligi młodego pokolenia. Na początku sezonu leczył kontuzję, ale potem wskoczył do podstawowego składu i tak zostało do końca sezonu. Jednak pomimo zdobycia wicemistrzostwa Holandii AZ nie zakwalifikował się do Ligi Mistrzów, gdyż odpadł po barażach o LM z FC Groningen. Po sezonie Schaarsem zainteresowały się kluby z silniejszych lig europejskich, m.in. z Premiership i Bundesligi, ale Stijn przedłużył kontrakt z AZ do 2009 roku. W 2007 roku awansował z AZ do ćwierćfinału Pucharu UEFA oraz zajął 3. miejsce w lidze.
Schaars w maju 2006 został powołany przez selekcjonera Marco van Bastena do szerokiej kadry reprezentacji Holandii na Mistrzostwa Świata w Niemczech. Van Basten nie wziął go na same finały, ale uznał, iż na wypadek kontuzji któregoś z graczy "Oranje" Schaars wskoczy na jego miejsce. Schaars pojechał za to na Młodzieżowe Mistrzostwa Europy w kategorii Under-21 w Portugalii. Tam młodzi Holendrzy po słabszym występie w grupie awansowali do finału, w którym wygrali z reprezentacją Ukrainy 3:0 zostając tym samym młodzieżowym mistrzem Europy. W końcu Schaarsowi udało się zadebiutować także w pierwszej reprezentacji Holandii – 16 sierpnia 2006 zagrał 83 minuty zwycięskiego 4:0 meczu z reprezentacją Irlandii i od tego czasu jest regularnie powoływany przez van Bastena do kadry narodowej. W sezonie 2006/2007 jego dalsza kariera piłkarska stanęła pod dużym znakiem zapytania, gdy doznał skomplikowanego złamania kostki. Po dwóch operacjach i aż półtora roku przerwy wrócił na boisko w sezonie 2008/2009 zostając od razu kapitanem AZ Alkmaar.

## Statystyki kariery
(aktualne na dzień 27 lipca 2016)
| Klub               | Sezon              | Liga               | Liga  | Liga   | Puchar kraju | Puchar kraju | Puchar ligi | Puchar ligi | Europa | Europa | Inne  | Inne   | Suma  | Suma   |
| Klub               | Sezon              | Liga               | Mecze | Bramki | Mecze        | Bramki       | Mecze       | Bramki      | Mecze  | Bramki | Mecze | Bramki | Mecze | Bramki |
| ------------------ | ------------------ | ------------------ | ----- | ------ | ------------ | ------------ | ----------- | ----------- | ------ | ------ | ----- | ------ | ----- | ------ |
| Vitesse            | 2002/03            | Eredivisie         | 2     | 0      | 1            | 0            | –           | –           | –      | –      | –     | –      | 3     | 0      |
| Vitesse            | 2003/04            | Eredivisie         | 21    | 0      | 1            | 0            | –           | –           | –      | –      | –     | –      | 22    | 0      |
| Vitesse            | 2004/05            | Eredivisie         | 21    | 4      | 1            | 0            | –           | –           | –      | –      | 3     | 1      | 25    | 5      |
| Vitesse            | Ogólnie            | Ogólnie            | 44    | 4      | 3            | 0            | 0           | 0           | 0      | 0      | 3     | 1      | 50    | 5      |
| AZ Alkmaar         | 2005/06            | Eredivisie         | 24    | 1      | 1            | 0            | –           | –           | 6      | 0      | 2     | 0      | 33    | 1      |
| AZ Alkmaar         | 2006/07            | Eredivisie         | 18    | 5      | 2            | 3            | –           | –           | 7      | 1      | –     | –      | 27    | 9      |
| AZ Alkmaar         | 2007/08            | Eredivisie         | 0     | 0      | 0            | 0            | –           | –           | 0      | 0      | –     | –      | 0     | 0      |
| AZ Alkmaar         | 2008/09            | Eredivisie         | 29    | 0      | 4            | 0            | –           | –           | –      | –      | –     | –      | 33    | 0      |
| AZ Alkmaar         | 2009/10            | Eredivisie         | 29    | 0      | 3            | 1            | –           | –           | 6      | 0      | 1     | 0      | 39    | 1      |
| AZ Alkmaar         | 2010/11            | Eredivisie         | 29    | 1      | 2            | 0            | –           | –           | 8      | 0      | –     | –      | 39    | 1      |
| AZ Alkmaar         | Ogólnie            | Ogólnie            | 129   | 7      | 12           | 4            | 0           | 0           | 27     | 1      | 3     | 0      | 171   | 12     |
| Sporting CP        | 2011/12            | Primeira Liga      | 26    | 3      | 6            | 2            | 2           | 0           | 16     | 0      | –     | –      | 50    | 5      |
| Sporting CP        | 2012/13            | Primeira Liga      | 11    | 0      | 1            | 0            | 0           | 0           | 4      | 0      | –     | –      | 16    | 0      |
| Sporting CP        | Ogólnie            | Ogólnie            | 37    | 3      | 7            | 2            | 2           | 0           | 20     | 0      | 0     | 0      | 66    | 5      |
| PSV Eindhoven      | 2013/14            | Eredivisie         | 27    | 0      | 2            | 0            | –           | –           | 9      | 0      | –     | –      | 38    | 0      |
| PSV Eindhoven      | 2014/15            | Eredivisie         | 2     | 0      | 0            | 0            | –           | –           | 0      | 0      | –     | –      | 2     | 0      |
| PSV Eindhoven      | 2015/16            | Eredivisie         | 12    | 0      | 3            | 0            | –           | –           | 1      | 0      | –     | –      | 16    | 0      |
| PSV Eindhoven      | Ogólnie            | Ogólnie            | 41    | 0      | 5            | 0            | 0           | 0           | 10     | 0      | 0     | 0      | 56    | 0      |
| Heerenveen         | 2016/17            | Eredivisie         | 0     | 0      | 0            | 0            | –           | –           | –      | –      | –     | –      | 0     | 0      |
| Heerenveen         | Ogólnie            | Ogólnie            | 0     | 0      | 0            | 0            | 0           | 0           | 0      | 0      | 0     | 0      | 0     | 0      |
| Ogólnie w karierze | Ogólnie w karierze | Ogólnie w karierze | 251   | 14     | 27           | 6            | 2           | 0           | 57     | 1      | 6     | 1      | 343   | 22     |